# 沈懐文
沈懐文（しん かいぶん、義熙5年（409年）- 大明6年3月27日（462年5月11日））は、南朝宋の官僚・文人。字は思明。本貫は呉興郡武康県。

## 経歴
沈宣の子として生まれた。若くして道教の教理を好み、文章を得意とした。「楚昭王二妃詩」を作って、世間の評判を取った。はじめ揚州に召されて従事となり、西曹に転じた。元嘉16年（439年）、江夏王劉義恭の下で司空行参軍をつとめた。元嘉17年（440年）、劉義恭が司徒となると、懐文も従って司徒参軍事に転じ、東閤祭酒となった。新安郡太守をつとめた父が死去すると、手厚く葬った。喪が明けると、尚書殿中郎に任じられた。雷次宗や何尚之らとともに文学を愛する仲間を集めて詩を作り、懐文の作品は最も美しいと評価された。仲間たちはみな官を辞していたが、懐文はひとり官に留まっていた。元嘉26年（449年）、隨王劉誕が後将軍・雍州刺史として襄陽に入ると、懐文はその下で後軍主簿となり、義成郡太守を兼ねた。元嘉28年（451年）、文帝は劉誕を広州刺史とし、懐文をその下で南府記室とすべく、先に通直郎に任じた。懐文は南に行くのを断ったため、文帝の不興を買った。
弟の沈懐遠が東陽公主の侍女の王鸚鵡を妾に迎えた。劉劭が巫蠱をおこなったとき、王鸚鵡は巫蠱に加担していた。事件が発覚すると、懐文はこの事件の影響を受けて、治書侍御史とされた。元嘉30年（453年）、劉劭が文帝を殺害して帝を称すると、懐文は中書侍郎となった。孝武帝が劉劭を討つべく起兵すると、劉劭は懐文を呼び出して檄文を作らせようとした。懐文が固辞したため、劉劭の怒りを買い、殷沖の取りなしでその場は事なきをえた。間道を通って新亭に逃れ、孝武帝に帰順した。竟陵王劉誕の下で衛軍記室参軍となり、新興郡太守を兼ねた。さらに劉誕の下で驃騎録事参軍・淮南郡太守に転じた。文帝の喪の終わらないうちに、劉誕は内斎を起こそうとしたため、懐文がこれを諫めて取りやめさせた。まもなく懐文は揚州治中従事史に転じた。さらに揚州別駕従事史となった。孝建3年（456年）、西陽王劉子尚が揚州刺史となったが、懐文は揚州での職に留まった。
孝武帝は西州の旧館を廃して、劉子尚を東城に転居させようとした。懐文はこれに反対の意見を述べたが、聞き入れられなかった。大明2年（458年）、尚書吏部郎に転じた。朝廷で揚州の治所を会稽に移すことが議論された。懐文はこれに反対したが、やはり容れられなかった。大明3年（459年）、劉子尚が会稽に移ると、懐文はその下で撫軍長史となり、撫軍府と揚州の事務を代行した。当時、獄中に繋がれた囚人の数が非常に多かったため、懐文が着任すると、揚州五郡の936の刑獄を調査して、刑事行政の公平化を図った。
入朝して侍中となった。孝武帝の信任を得て、会稽郡太守とするとの声もあったが、その人事は行われなかった。竟陵王劉誕が広陵で反乱を起こして敗死すると、反乱に加担した人々への大規模な殺戮がおこなわれ、殺された人々の首級が石頭の南岸に集められて、これを髑髏山と言った。懐文はやめさせるよう奏上したが、孝武帝は聞き入れなかった。
孝武帝はたびたび遊興行楽に出かけたため、懐文はこれを諫めた。孝武帝はかつて処断した顔竣になぞらえて恫喝し、諫言を聞き入れなかった。また孝武帝が宴会を開くたび、懐文は酒を飲まず、他の列席者のように戯れふざけることも好まなかったため、孝武帝と懐文のあいだに溝ができるようになった。謝荘は人と異なる態度を取らないよう懐文に忠告したが、懐文は幼少以来の性格は一朝に変えられないと答えた。
大明5年（461年）、晋安王劉子勛の下で征虜長史・広陵郡太守となった。大明6年（462年）、朝廷に呼び出されて仕事を終えると、江北の任地に戻るよう命じられたが、娘の病気を理由に建康に長く留まっていた。御史の糾弾を受けて免官され、禁錮10年とされた。懐文は邸を買って帰郷しようとしたため、孝武帝の怒りを買って獄に下され、殺害された。享年は54。

## 子女
- 沈淡
- 沈淵
- 沈沖（字は景綽）

## 伝記資料
- 『宋書』巻82 列伝第42
- 『南史』巻34 列伝第24